# Pekka Tuokkola
Pekka Tuokkola (* 22. Oktober 1983 in Alavus) ist ein finnischer Eishockeytorwart, der seit Dezember 2018 bei Rauman Lukko unter Vertrag steht.

## Karriere
Pekka Tuokkola begann seine Karriere als Eishockeyspieler in der Nachwuchsabteilung von Tappara Tampere, bei dem er ab der U16 alle Altersstufen durchlief. Für die Profimannschaft von Tappara kam der Torwart von 2004 bis 2006 zu insgesamt vier Einsätzen in der SM-liiga. Zudem war er in seiner Zeit bei Tappara als Leihspieler für Ahmat Hyvinkää, Hokki Kajaani, Kiekko-Vantaa und Haukat in der zweitklassigen Mestis aktiv.
Zur Saison 2006/07 unterschrieb er einen Vertrag bei JYP Jyväskylä. Sein größter Erfolg mit JYP Jyväskylä war der überraschende Gewinn des Finnischen Meistertitels in der Saison 2008/09, was für JYP den größten Erfolg der Vereinsgeschichte bedeutete. In dieser Spielzeit teilte sich Tuokkola den Platz im Tor von JYP zusammen mit seinem Landsmann Sinuhe Wallinheimo. In der Hauptrunde wies er bei seinen 27 Einsätzen einen Gegentorschnitt von 1.96 pro Spiel und eine Fangquote von 92,6 Prozent auf. In den Playoffs konnte er sich gar auf eine Fangquote von 95,4 Prozent steigern und seinen Gegentorschnitt auf 1.19 Gegentore pro Spiel senken. Aufgrund dieser Leistungen erhielt er gemeinsam mit Wallinheimo anschließend die Jari-Kurri-Trophäe als Most Valuable Player der SM-liiga-Playoffs. Auch in der folgenden Spielzeit konnte er überzeugen und wies mit 2.08 Gegentoren pro Spiel den niedrigsten Gegentorschnitt aller Torwärte der SM-liiga in der Hauptrunde auf. Auch in seiner Zeit bei JYP spielte er weiterhin gelegentlich in der zweiten Liga, wo er für SaPKo Savonlinna und das D Team – das Farmteam von JYP – auflief.

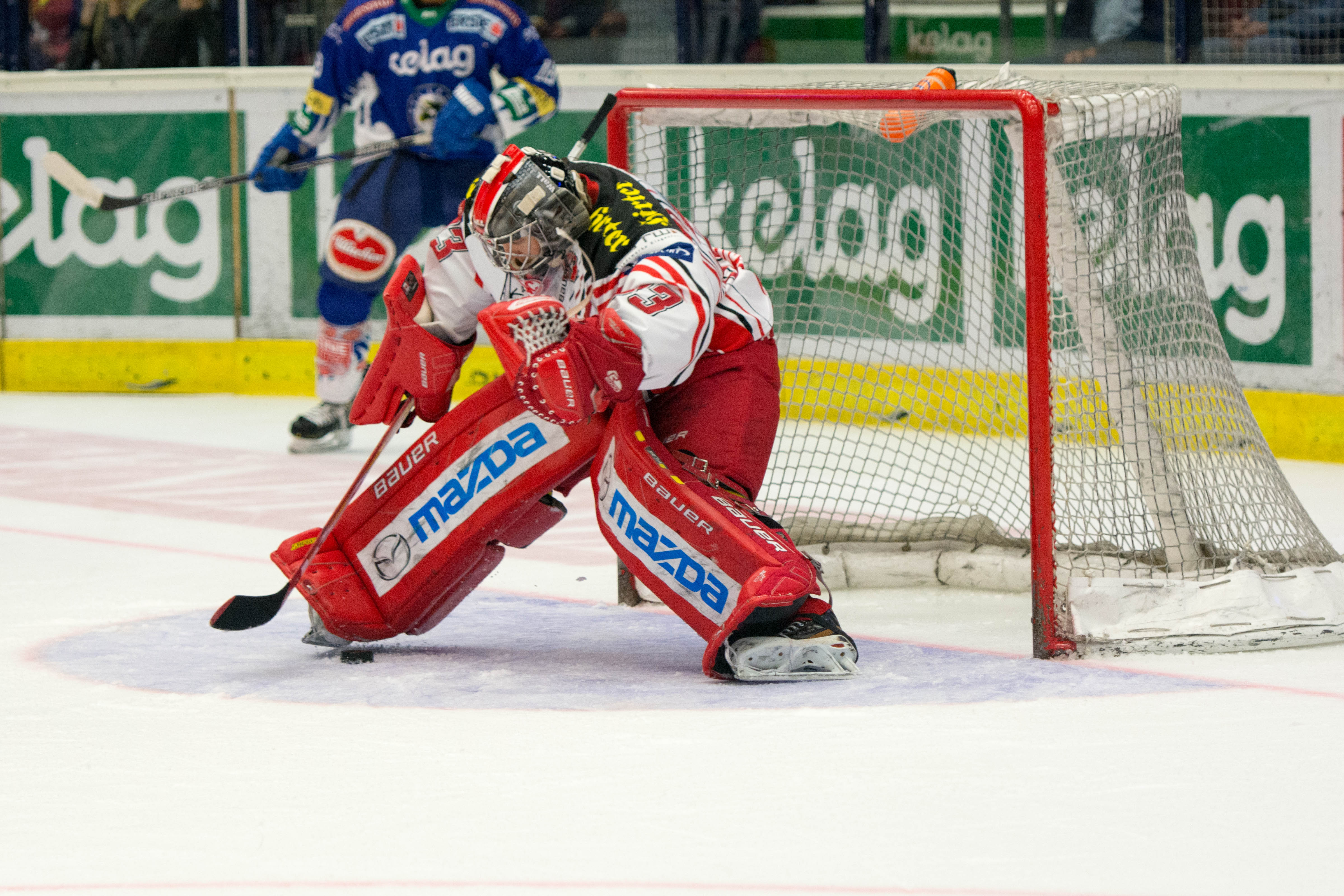
Pekka Tuokkola im Trikot des EC KAC (2014)

Im April 2011 wurde er von Torpedo Nischni Nowgorod aus der Kontinentalen Hockey-Liga unter Vertrag genommen und absolvierte in der folgenden Spielzeit 21 KHL-Partien für Torpedo, ehe er im Mai 2012 nach Finnland zurückkehrte und von seinem Heimatverein Tappara verpflichtet wurde. Bei Tappara erhielt er als Back-Up von Juha Metsola nur wenige Einsätze, so dass er im November 2012 an LeKi ausgeliehen und im Januar 2013 an KalPa Kuopio abgegeben wurde.
Im Januar 2014 wechselte Tuokkola zum schwedischen Verein Färjestad BK in die Svenska Hockeyligan.
Ab Mai 2014 stand er in der EBEL beim EC KAC aus Klagenfurt unter Vertrag. Im Juli 2016 wurde sein Wechsel zurück zu JYP Jyväskylä bekannt.
Am 7. Oktober 2017 unterschrieb er einen Vertrag bei den Vienna Capitals, da sich deren Stamm-Goalie Jean-Philippe Lamoureux verletzt hatte.

### International
Für Finnland stand Tuokkola bislang ausschließlich 2010 bei einem Spiel der Euro Hockey Tour zwischen den Pfosten.

## Erfolge und Auszeichnungen
- 2009 Finnischer Meister mit JYP Jyväskylä
- 2009 Jari-Kurri-Trophäe (gemeinsam mit Sinuhe Wallinheimo)
- 2018 EBEL-Sieger mit dem HC Bozen

## Karrierestatistik
(Legende zur Torhüterstatistik: GP oder Sp = Spiele insgesamt; W oder S = Siege; L oder N = Niederlagen; T oder U oder OT = Unentschieden oder Overtime- bzw. Shootout-Niederlage; Min. = Minuten; SOG oder SaT = Schüsse aufs Tor; GA oder GT = Gegentore; SO = Shutouts; GAA oder GTS = Gegentorschnitt; Sv% oder SVS% = Fangquote; EN = Empty Net Goal; 1 Play-downs/Relegation; Kursiv: Statistik nicht vollständig)